# Meisenheimer Tunnel
Der Meisenheimer Tunnel ist neben dem Elschbacher Tunnel und dem Kinnsfelstunnel einer von insgesamt drei Tunneln der seit 1996 für den regulären Eisenbahnverkehr stillgelegten Glantalbahn. Auf dieser Strecke ist er der kürzeste, der am längsten betriebene und der einzige, in dem sich bis heute ein Gleis befindet. Darauf wird  seit 2000 touristischer Draisinenverkehr betrieben. Neben dem Gleis verläuft ein Rad- und Wanderweg.

## Geografische Lage
Der Tunnel befindet sich auf der Gemarkung der Stadt Meisenheim, nach der er benannt wurde, beim Streckenkilometer 84,5.

## Geschichte

### Initiativen, Planung und Bau
Nachdem die ersten Initiativen, die auf einen Eisenbahnanschluss Meisenheims abzielten, gescheitert waren, kam es am 28. Oktober 1891 zwischen Bayern und Preußen zu einem Staatsvertrag. Er sah vor, die seit 1883 betriebene Lautertalbahn Kaiserslautern–Lauterecken entlang des Glan bis nach Staudernheim durchzubinden. Die entsprechende Planung war im Frühjahr 1891 beendet. Obwohl die Strecke nördlich von Lauterecken mehrfach preußisches Gebiet berührte, wurde sie seit Herbst 1894 von der Gesellschaft der Pfälzischen Nordbahnen gebaut. Da bereits zu diesem Zeitpunkt eine strategische Bahnlinie entlang des Glans von Homburg bis nach Bad Münster geplant war, wurde sie entsprechend den militärischen Anforderungen als Hauptbahn errichtet.
Unmittelbar südlich des Siedlungsgebiets von Meisenheim musste ein Berghang überwunden werden. Dazu wurde ein etwa 700 Meter langer Einschnitt sowie ein 70 Meter langer Tunnel errichtet. Letzterer befindet sich in der Nähe der Schlosskirche. Während der Arbeiten wurden in diesem Bereich 150.000 Kubikmeter Fels abgetragen. Mit der Eröffnung des Teilstücks Lauterecken–Odernheim im Oktober 1896 wurde der „Meisenheimer Tunnel“ für den Verkehr freigegeben, und zwar zunächst – wie die gesamte Strecke – eingleisig.

### Weitere Entwicklung bis zur Stilllegung (1898–1996)
Zur selben Zeit konkretisierten sich die Pläne für den Ausbau der Bestandsstrecke zwischen Lauterecken und Odernheim entsprechend den militärischen Anforderungen. Die bedeutete den zweigleisigen Ausbau einschließlich einer Verbreiterung des Meisenheimer Tunnels. Beide Tunnelportale erhielten Stützwände. Nachdem im April mehrere Probefahrten stattgefunden hatten, wurde die Glantalbahn am 1. Mai 1904 durchgehend eröffnet.
Am 13. Oktober 1944, im Zweiten Weltkrieg, wurde ein Munitionszug im Tunnel abgestellt. Aus diesem Grund  wurde Meisenheim bombardiert, wobei Menschen starben und viele Wohnhäuser in Mitleidenschaft gezogen wurden.
Nachdem die Teilstrecke Odernheim–Bad Münster einschließlich des Kinnsfelstunnels 1961 stillgelegt und in den beiden folgenden Jahren abgebaut worden war, war der Meisenheimer Tunnel von Norden her nur noch aus Richtung Staudernheim zu erreichen. Mitte der 1960er Jahre erfolgte schrittweise die Demontage des zweiten Gleises auf der Glantalbahn zwischen Altenglan und Odernheim; seither liegt im Tunnel nur ein Gleis.
In den beiden folgenden Jahrzehnten verlor die Strecke zunehmend an Bedeutung, so wurde sie zwischen Glan-Münchweiler und Odernheim im September 1985 zu einer Nebenbahn zurückgestuft. Bereits ein Jahr darauf folgte die Einstellung des Personenverkehrs zwischen Lauterecken und Staudernheim. Am 27. Februar 1993 endete der Güterverkehr zwischen Lauterecken und Meisenheim, womit kein regulärer Verkehr durch den Tunnel mehr stattfand. Der Streckenabschnitt zwischen Lauterecken und Staudernheim wurde zum 1. Juli 1996 stillgelegt.

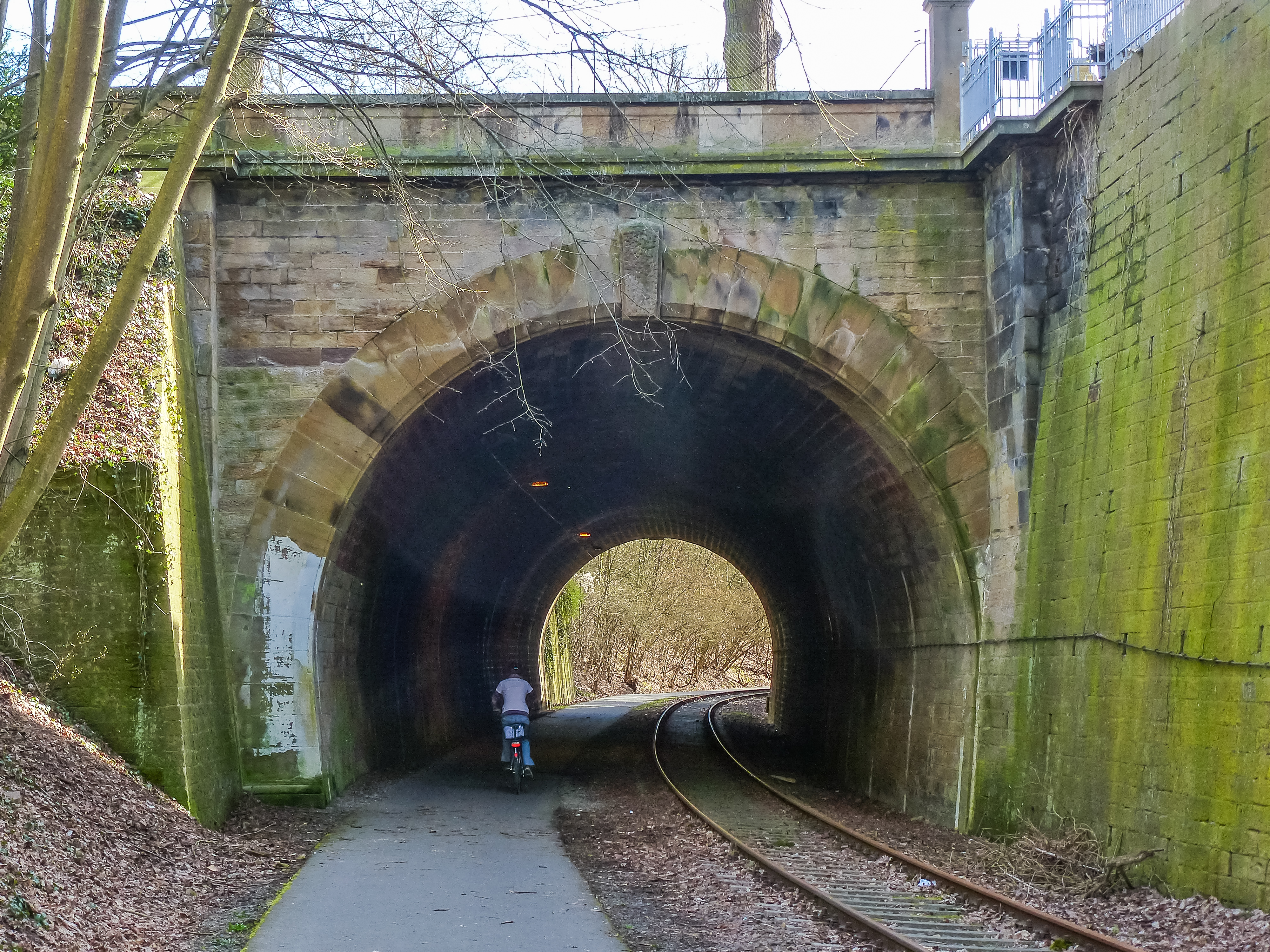
Meisenheimer Tunnel Nordseite

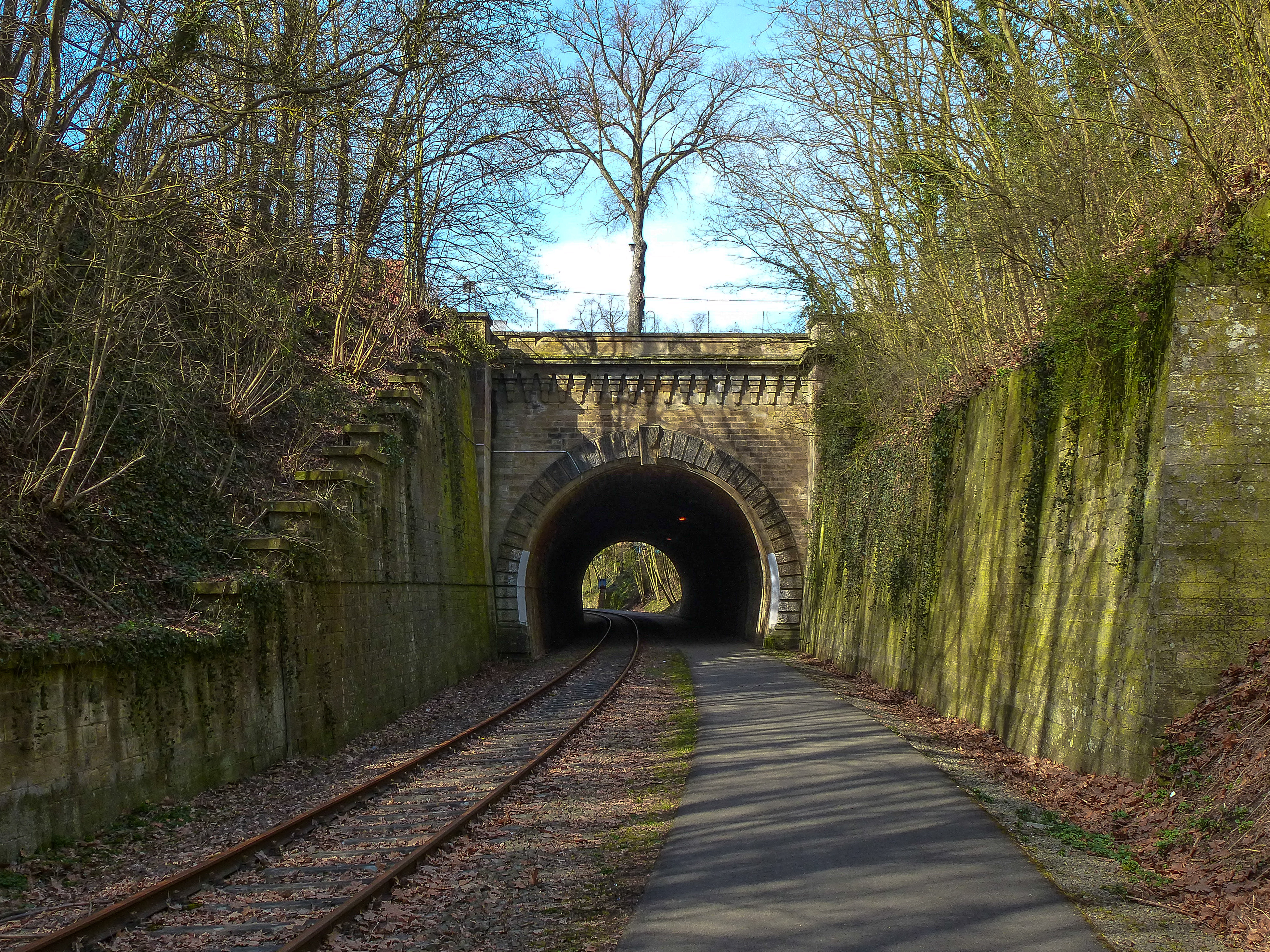
Meisenheimer Tunnel Südseite

### Entwicklung seit 1996
Um den Streckenabbau zu verhindern, entwarfen Studenten der Universität Kaiserslautern den Plan, auf der Glantalbahn zwischen Altenglan und Staudernheim einen Betrieb mit Eisenbahn-Draisinen einzurichten. Zu den Unterstützern dieses Projekts gehörte der Kuseler Landrat Winfried Hirschberger; ihm gelang im Jahr 2000 schließlich die Verwirklichung. Seit 2000 ist der Meisenheimer Tunnel Teil der Draisinenbahn.
Von 2001 bis 2006 wurde auf weiten Teilen des abgebauten zweiten Gleises schrittweise der sogenannte „Glan-Blies-Weg“ eröffnet. Nachdem er zwischen den Bahnhöfen Meisenheim und Raumbach fertiggestellt worden war, wurde er in den Folgejahren sowohl in Richtung Norden als auch in Richtung Süden verlängert. Er führt seither auf der Trasse des abgebauten zweiten Streckengleises parallel zum Gleis für die Draisinen durch den Tunnel.